# 다케다촌 (아오모리현)
다케다촌(武田村)은 아오모리현 기타쓰가루군에 놓여졌던 촌이다.

## 연혁
- 1889년 4월 1일 - 정촌제 시행에 의해 기타쓰가루군 도미노촌, 도시마촌, 아시노촌, 타모키촌, 나가도로촌, 후쿠우라촌, 도요오카촌을 합병해, 다케다촌이 발족하였다.
- 1955년 3월 1일 - 기타츠가루군 나카자토정, 우치카타촌과 합병해, 나카자토정을 신설해 소멸하였다.